# イェルク・シュティール
イェルク・シュティール（Jörg Stiel、1968年3月3日 - ）は、スイス・バーデン出身の元同国代表サッカー選手、サッカー指導者。現役時代のポジションはGK。

## 略歴
1986-87シーズンにFCヴェッティンゲンでプロデビューを飾ると、2001年まで主にスーパーリーグのクラブを転々とし、いずれのクラブでもレギュラーとして活躍した。
2001-02シーズン開幕前、ブンデスリーガのボルシアMGに加入した。2003-04シーズン終了後に現役から引退するまでリーグ戦89試合に出場した。
スイス代表として、国際Aマッチ通算21試合に出場した。代表デビューは32歳と、遅咲きではあったが、UEFA EURO 2004ではグループリーグ全3試合に出場した。しかし、グループリーグ1分2敗で大会敗退が決定し、代表と現役からの引退を発表した。
現役引退後は母国スイスなどのクラブでGKコーチを務めている。

## 代表歴
出場大会
- スイス代表

2004年 - UEFA EURO 2004（グループリーグ敗退）
試合数
- 国際Aマッチ 21試合 0得点（2000年 - 2004年）[3]

| スイス代表 | 国際Aマッチ | 国際Aマッチ |
| 年         | 出場        | 得点        |
| ---------- | ----------- | ----------- |
| 2000       | 1           | 0           |
| 2001       | 2           | 0           |
| 2002       | 5           | 0           |
| 2003       | 5           | 0           |
| 2004       | 7           | 0           |
| 通算       | 21          | 0           |

## タイトル

### クラブ
FCザンクト・ガレン
- スイス・カップ : 1回 (1999-00)

### 個人
- スイス年間最優秀選手賞 : 1回 (2003)